# Rengo (Chile)
Rengo ist eine Stadt und Gemeinde in der Provinz Cachapoal in der Región del Libertador General Bernardo O’Higgins in Chile. Bei der Volkszählung im Jahr 2017 hatte sie 58.825 Einwohner. Die Gemeinde erstreckt sich über eine Fläche von 591,5 km².

## Geografie
Die Gemeinde nimmt eine Fläche von 591,5 Quadratkilometern in der zentralöstlichen Region von OʼHiggins ein, im südlichen Teil des Cachapoal-Tal. Die Stadt Rengo liegt im Herzen des chilenischen Zentraltals. Sie zeichnet sich durch ein mediterranes Klima und ein Relief aus intensiv bewirtschafteten Ebenen und Bergen mit steilen Hängen aus. Einige zur Gemeinde gehörende Orte wie Popeta, Las Nieves, Chanqueahue oder El Cerrillo nehmen einen wichtigen Teil der Ausläufer der Anden ein, während der Ort Rosario und die Orte Lo Cartagena und Esmeralda im Tal liegen. Südlich der Stadt erhebt sich eine Gebirgskette.
Das Land wird hauptsächlich landwirtschaftlich genutzt, wobei Obstbäume und Weinreben leicht vorherrschen und mit technischen Methoden wie Tropfbewässerung, Mikroberegnung und Bewässerungsbändern bewässert werden. Es ist auch möglich, Plantagen mit traditionelleren Nutzpflanzen wie Mais, Weizen und Luzerne zu finden.

## Geschichte

### Erste Besiedlung und Gründung
Rund um den Fluss Claro de Rengo wurden Keramikfragmente gefunden, die auf ein mittelgroßes menschliches Siedlungsgebiet aus der frühen Agro-Keramikzeit (500–650 v. Chr.) hinweisen und die Besiedlung dieses Gebiets im Süden des Cachapoal-Tal zu dieser Zeit erklären. Um ca. 300 n. Chr. wurden in der Gegend Hinweise auf eine Besiedlung gefunden mit Manifestationen der Llolleo-Kultur am Standort Chamico und Zeugnissen der späten Töpferzeit am Standort Camarico-Las Pataguas.
Etwa 4 Kilometer westlich der heutigen Stadt verlief ein Inka-Pfad. Im Jahr 1541 verfügten die Promaucaes über alle großen Territorialfestungen des Rancagüina-Beckens in ihrer Macht. Als die Eroberung der Gebiete südlich von Santiago begann, führten die Spanier die ersten Schlachten in der Region O’Higgins gegen die Häuptlinge von Cachapoal und Elesoca, die das Cachapoal-Tal bewohnten, und gegen die Tagua-Taguas der Gebiete zwischen Pelequén und San Vicente. Die Spanier triumphierten, die Eingeborenen des Gebiets zwischen Cachapoal und dem Claro-Fluss wurden an Pedro de Miranda und Juan Bautista Pastene an die Tagua-Tagua-Indianer übergeben. Unter ihnen wurden die Ländereien der heutigen Gemeinde Rengo verteilt, die nach ihrer Gründung durch Gouverneur Martín García Óñez de Loyola am 30. Mai 1593 in die Gemeinde Colchagua eingegliedert wurden.
Das Dorf wurde im November 1692 von Tomás Marín González de Poveda unter dem Namen Aldea de Río Clarillo gegründet. Das Wachstum des Dorfes verlief aufgrund des Mangels an Baumaterialien und vor allem der fehlenden Straßen für den Transport der wichtigsten Dinge sehr langsam.

### Kolonie bis 19. Jahrhundert
Zwischen dem 18. und 19. Jahrhundert wurden katholische Kapellen in Chanqueahue, Apalta und Esmeralda, im Kloster der Recoleta Franciscana de La Isla, in Popeta, El Baluarte und einige Oratorien in den Schutzhäusern von Landgütern und Krankenhäuser errichtet.
Während der Patria Vieja wurden das Kloster und die Kapelle von Mendoza am Nordufer des Flusses Claro vor der Schlacht von Rancagua vom Generalstab der Patriotentruppen besetzt. Vom Mendoza-Turm aus beobachtete General Bernardo O’Higgins die Bewegungen der royalistischen Truppen von General Mariano Osorio. Nach der Unabhängigkeit Chiles im Jahr 1825 verlieh ihm der oberste Direktor Ramón Freire den Titel einer Stadt und erhielt den Namen Villa Deseada, ein Name, den es nur sechs Jahre lang trug, seit am 17. September In 1831 wurde es in Villa de Rengo umbenannt. Im selben Jahr wurde es mit Zustimmung der Provinzversammlung von Colchagua zur Hauptstadt des damaligen neuen Departements Caupolicán ernannt.
Im Jahr 1862 kam die Eisenbahn in Rengo an, und zehn Jahre später wurde eine Tierkutschenverbindung zwischen dem Bahnhof und der Plaza de Armas entlang der heutigen Bisquertt Avenue und von dort bis zum Ufer des Flusses Claro eingerichtet. Rengo war die erste Stadt in Chile, die über ein tierbetriebenes Straßenbahnsystem verfügte. Am 7. August 1865 erhielt Rengo den Titel einer Stadt.

### 20. Jahrhundert und heute

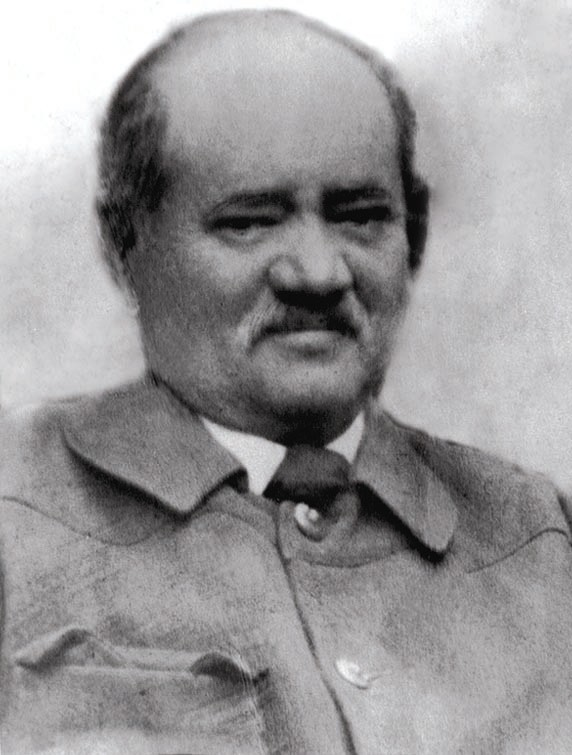
Tristán Gálvez Palma, Stadtrat und Bürgermeister von Rengo in den frühen Jahren des 20. Jahrhunderts.

Zu Beginn des 20. Jahrhunderts begann die Urbanisierung großer Teile der heutigen Stadt. Entlang der Arturo-Prat-Straße wurden die Häuserreihen dichter und folgten der Ausrichtung der Straße, bis sie die Siedlung La Isla erreichten. Mit dem Bevölkerungswachstum wurden neue Straßen eröffnet, die mit der Hauptstraße verbunden waren und auf Initiative von Tristán Gálvez Palma mit Namen getauft wurden, die an die Geschichte Chiles erinnern. Einige dieser Namen sind bis heute erhalten.
Im Jahr 1911 wurde unter der Leitung von Fabián Urbina der städtische Friedhof eingeweiht, 1913 die elektrische Beleuchtung. 1919 wurde die Kaserne eingeweiht, in die Feuerwehr der Stadt untergebracht war. Ab 1918 fuhr eine elektrische Straßenbahn. Das Projekt war eine gemeinsame Initiative der Compañía Tranvías Eléctricos de Rengo und der Compañía Tranvías Eléctricos de Temuco. Die Stromleitungen waren Eigentum der Compañía General de Electricidad Industrial SA. Die elektrische Straßenbahn Rengo beförderte im ersten Betriebsjahr 130.567 Fahrgäste. Als 1923 ein Teil der Stromleitung durch eine Überschwemmung des Claro-Flusses beschädigt wurde, die auch die beiden vorhandenen Brücken zerstörte und die Schienen und Schwellen mitriss, wurde der Strom abgeschaltet und die Fahrzeuge wurden an die Straßenbahngesellschaft Talca verkauft. Die Straßenbahnlinie soll bis 1927 umgebaut worden sein und benzinbetriebene Fahrzeuge eingesetzt haben, als sie zuletzt in einem Jahrbuch als eine von drei Straßenbahnen in der Provinz erwähnt wurde.
Am 3. März 1985 wurde das zentrale Gebiet des Landes von einem starken Erdbeben heimgesucht, das in Rengo eine Intensität von VII auf der Mercalliskala hatte, wobei Häuser zerstört und mehrere Opfer verletzt wurden. Es gab keine Todesopfer, aber der Schaden an der Infrastruktur in Rengo zählte zu den stärksten Chiles. Das Erdbeben stürzte die Feuerwache, die Polytechnische Oberschule und einen wichtigen Teil der Santa Ana-Kirche ein, zu einer Zeit, als die Sonntagabendmesse gefeiert wurde. In Anerkennung der Bemühungen der Gemeinde um den Wiederaufbau der Pfarrei zwischen 1991 und 1996 verlieh Papst Johannes Paul II. ihr am 6. Mai 1997 den Titel einer Basilica minor.
Im Winter 1986 wurde in Rengo, einer Stadt, die an Überschwemmungen des Claro-Flusses gewöhnt war, eine der schlimmsten Überschwemmungen registriert. Die starken Regenfälle führten zu einem erheblichen Anstieg des Flusses, der schließlich in der Stadt La Chimba und in La Isla nördlich des Stadtgebiets über die Ufer trat, was dazu führte, dass ein großer Teil der Stadt überschwemmt wurde. Die Hauptstraßen in Nord-Süd-Richtung, wie Arturo Prat, Carlos Condell, Lautaro und San Martín, leiteten das Regenwasser, das schließlich das gesamte Stadtzentrum überschwemmte.

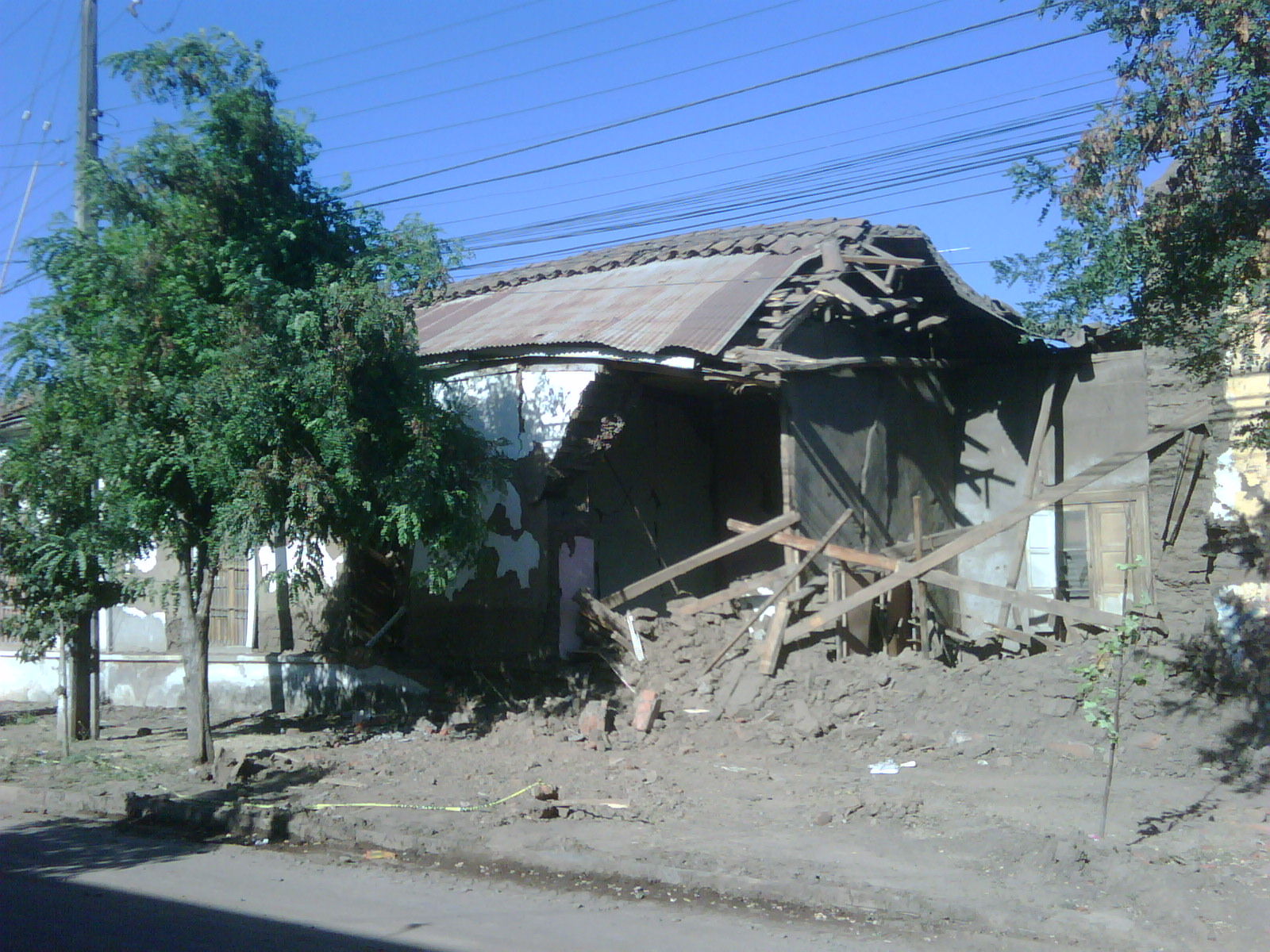
Zerstörtes Haus nach dem Erdbeben 2010.

Rengo wurde am 27. Februar 2010 erneut von einem großen Erdbeben heimgesucht, das schwere Schäden an der Infrastruktur verursachte und Hunderte von Opfern forderte. Während die meisten Lehmgebäude der Gemeinde, darunter etwa 364 Häuser, infolge des Erdbebens einstürzten, mussten in Villa San Francisco 84 Wohnungen abgerissen werden, was sieben Blöcken entspricht, deren Fundamente beschädigt waren. Die Hauptbrücke der Autobahnverbindung zur Maipo-Autobahn und zur Stadt Die Straße von Malloa gab nach und war fast vier Monate lang für den Verkehr gesperrt.

## Bevölkerung
Laut der Volkszählung des Nationalen Statistikinstituts von 2002 hatte Rengo 50.830 Einwohner (25.311 Männer und 25.519 Frauen). Von diesen lebten 37.075 (72,9 %) in städtischen Gebieten und 13.755 (27,1 %) auf dem Land. Die Bevölkerung wuchs zwischen den Volkszählungen 1992 und 2002 um 16,5 % (7213 Personen). Im Jahr 2017 zählte man 58.825 Personen.

## Persönlichkeiten
- Fernando Cornejo (1969–2009), Fußballspieler
- Nicolás Vargas (* 1993), Fußballspieler